# Okhotskite
La okhotskite-(Mn++) è un minerale.